# Skriget
Skriget (norsk Skrik) er en serie malerier af Edvard Munch. Munch udførte flere versioner af motivet, fire som malerier og en som litografi.
Skriget er malet i en symbolistisk ekspressionistisk stil med pastel-, olie- og tempera-farver. Farverne er generelt meget mørke.
Malerierne viser i forgrunden en person, som skriger og holder sig for ørerne. I mellemgrunden er der to mennesker der går over broen, og i baggrunden er der et landskab.
To af versionerne hænger på Munchmuseet i Oslo. En tredje hænger på Nasjonalgalleriet i Oslo. Nasjonalgalleriets version er signeret og dateret 1893, og mange mener, at det er det første. Det fjerde er i privateje. De er malet på pap, og på Nasjonalgalleriets version har Munch malet skitser til motivet på bagsiden af pladen.
Skriget blev første gang vist på en udstilling på Unter den Linden i Berlin 3. december 1893 og havde dengang titlen "fortvivlelse". Det blev angiveligt udført i forbindelse med et besøg hos maleren Christian Skredsvig i Nice. I 1895 lavede Munch en litografisk version af motivet. Der eksisterer også to pasteller: en i Munchmuseets eje og en i privateje.
Munchmuseet har også udkast til 'Skrik'.

## Inspiration
Japansk træsnit har inspireret til Skrik. Trine Nordkvelle viser i en artikel "Fra Japan til Munch" ligheder mellem Munchs Skrig og et dobbeltopslag fra bind 2 af Hokusai Manga. Begge har en todelt billedflade med en øvre og en nedre del: den øvre del har store ligheder Hokusais malstrømme og Munch bølgende himmel. De er begge udført med skiftevis brede og smalle linjeforløb.
De dramatiske farver i Skrig er en gengivelse af de prægtige solnedgange, Oslo var vidne til som følge af et vulkanudbrud i august 1883, da vulkanen Krakatau eksploderede i et voldsomt udbrud, som sendte store mængder aske og støv op i atmosfæren. Det skabte blodrøde solnedgange fra november 1883 til februar 1884 i Oslo.
Edvard Munch skrev i sin dagbog om inspirationen til maleriet:
| „ | "Jeg gik bortover veien med to venner – så gik solen ned – himmelen ble pludselig blodrød – jeg stanset, lænet mig til gjærdet træt til døden – over den blåsvarte fjord og by lå blod og ildtunger – mine venner gik videre og jeg stod igjen skjælvende av angst – og jeg følte at det gik et stort uendelig skrig gjennem naturen." | “ |

## Tyveri
Skriget har været udsat for tyveri to gange.
Det første tyveri fandt sted under åbningen af Vinter-OL i Lillehammer 12. februar 1994. Skrik blev fjernet fra Nasjonalgalleriet og tyvene forlangte en million dollars i løsepenge. Det lykkedes at franarre tyvene maleriet ved en internationalt koordineret politiaktion og Skrik vendte tilbage til Nasjonalgalleriet med lidt skader.
Skrik blev stjålet fra Munchmuseet i august 2004 og først tilvejebragt 31. august 2006.
10 år efter tyveriet i 1994, 22. august 2004, blev en anden version af Skriget og Madonnaen stjålet ved et væbnet røveri fra Munchmuseet. Byrådet i Oslo udlovede en dusør på to millioner norske kroner, og 31. august 2006 fandt politiet frem til malerierne. Desværre var Skriget blevet fugtskadet, og museet meddelte 20. december 2006, at maleriet ikke kunne restaureres. Malerierne var blevet skadet, så en omfattende konservering og restaurering var nødvendig.
Konklusionen på restaureringen af Skriget lyder:
| „ | Skrik [ i modsætning til Madonna ] derimot er problematisk å retusjere, fordi en retusj på papirunderlag aldri vil være fullstendig reversibel. Den vil også kunne legge begrensinger på en senere behandling av maleriet. Mulige fremtidige behandlingsalternativer med hensyn til fuktskadet område og behandlingsresultater av disse er naturlig nok uvisse. Det er derfor fornuftig å avvente retusjering av de mekaniske skadene for å holde fremtidige behandlingsmuligheter åpne. | “ |

Munchmuseet var lukket i ti måneder efter røveriet for at opgradere sikkerheden.

## Rekordpris
3. maj 2012 blev den privatejede pasteludgave af Skriget solgt for 119.922.500 USD (680 millioner kr.) på auktion i New York til en anonym køber. Prisen var en ny verdensrekord for kunstværker. Køberen er senere afsløret som Leon Black, en amerikansk forretningsmand.

## Versionerne og deres data[19]
- Første version af Skrik fik navnet Fortvivlelse eller Syg stemning ved solnedgang. Fortvivlelse[20] og blev malet i olie på lærred, i Nice i 1892 under et besøg hos den norske maler Christian Skredsvig.[21][22] Dette bærer kimen til Skrig og andre værker.

- En version i pastel findes i Munchmuseet. Det måler 74 x 56 cm og er usigneret. Denne version siges at være Munchs første. Nogle kunsthistorikere mener, at dette arbejde er "mindre færdigt" end de andre og påpeger, at farverne er blegere og mere udvisket.

- En version i olie, tempera og pastel på malerpap i 1893 måler 91 x 73,5 cm og befinder sig i Nasjonalgalleriet i Oslo. Det siges,[hvem?] at være den mest berømte version og kan også være den første version. Billedet er signeret og dateret af Munch. Øverst i venstre hjørne står med blyant: Kan bare være laget af en gal Mand. [Kan kun være malet af en gal Mand!] [23] Først mente man, det var skrevet af Munch selv; men sandsynligvis er det en "hilsen" fra en norsk besøgende under en udstilling i Danmark i 1904.[24]

På dets bagside er et påbegyndt maleri med samme motiv. Det var den version, der blev stjålet i februar 1994.
- En version i pastel fra 1895 på karton, som måler 79 x 59 cm, var til 2012 ejet af den norske skibsreder Petter Olsen (født 1948). Han solgte den til Leon Black ved en auktion hos Sotheby's i New York. Den er den eneste privatejede, er den mest farverige af de fire, og er signeret. En plade på rammen har et digt af Munch selv; det siges at have været inspirationen til Skrig:

| „ | Jeg gik bortover veien med to venner Solen gik ned Himmelen blev blodig rød Og jeg følte et pust af Vemod Jeg stod stille træt til Døden Over den blåsorte Fjord og Stad laa Blod og Ildstunger Mine Venner gik videre jeg blev tilbage skjelvende af Angest jeg følte det store Skrig i Naturen. | “ |

Den norske sangerinde Kari Bremnes har fremført digtet til musik.  
- En version fra 1910 i tempera og olie på plade som måler 83,5 x 66 cm er signeret. Det hænger i Munchmuseet i Oslo. Nogle kunsthistorikere mener, at Munch lavede det som en gentagelse efter at have solgt 1893 udgaven. Det var 1910-versionen, der blev stjålet fra Munchmuseet, sammen med Madonnaen i 2004.

- Edvard Munch udførte i 1895 Skrig som et ofte gengivet litografi. Der er trykt i Berlin, papiret måler 49,4 x 37,3 cm og motivet 33,5 x 25,1 cm [27][28]

- Edvard Munch, Fortvivlelse, 1892, Thielska galleriet
- Edvard Munch, Skrik (pastel), 1893, Munchmuseet
- Edvard Munch, Skrik, 1893, Nasjonalgalleriet
- Edvard Munch, Skriget (pastel), 1895, privat eje
- Edvard Munch, Skrig (litografi),[4] 1895, Gundersen Collection
- Edvard Munch, Skriget, 1910, Munchmuseet